# تشيكوتا
تشيكوتا (بالإنجليزية: Checotah, Oklahoma)‏ هي مدينة تقع بولاية أوكلاهوما في الولايات المتحدة. تبلغ مساحة هذه المدينة 23.3 (كم²)، وترتفع عن سطح البحر 198 م، بلغ عدد سكانها 3335 نسمة في عام 2010 حسب إحصاء مكتب تعداد الولايات المتحدة.

## التركيبة السكانية
حدّد مكتب تعداد الولايات المتحدة بيانات التركيبة السكانية لتشيكوتا في تعداد الولايات المتحدة. في ما يلي، التركيبة السكانية حسب تعدادي 2000 و2010.

### تعداد عام 2000
بلغ عدد سكان تشيكوتا 3,481 نسمة بحسب تعداد عام 2000، وبلغ عدد الأسر 1,389 أسرة وعدد العائلات 913 عائلة مقيمة في المدينة. في حين سجلت الكثافة السكانية 149 نسمة لكل كيلومتر مربع (385.9/ميل2). وبلغ عدد الوحدات السكنية 1,576 وحدة بمتوسط كثافة قدره 67.5 لكل كيلومتر مربع (174.8/ميل2).
وتوزع التركيب العرقي للمدينة بنسبة 67.91% من البيض و6.92% من الأمريكيين الأفارقة و15.91% من الأمريكيين الأصليين و0.23% من الأمريكيين ذوي الأصول الآسيوية و0.09% من سكان جزر المحيط الهادئ و0.40% من الأعراق الأخرى و8.53% من عرقين مختلطين أو أكثر و1.29% من الهسبانيون أو اللاتينيون من أي عرق.
بلغ عدد الأسر 1,389 أسرة كانت نسبة 34.2% منها لديها أطفال تحت سن الثامنة عشر تعيش معهم، وبلغت نسبة الأزواج القاطنين مع بعضهم البعض 44.9% من أصل المجموع الكلي للأسر، ونسبة 17.7% من الأسر كان لديها معيلات من الإناث دون وجود شريك، بينما كانت نسبة 3.2% من الأسر لديها معيلون من الذكور دون وجود شريكة وكانت نسبة 34.3% من غير العائلات. تألفت نسبة 31.5% من أصل جميع الأسر من عدة أفراد يعيشون في نفس المنزل ونسبة 18.4% كانت تتألف من شخص يعيش بمفرده يبلغ من العمر 65 عاماً أو أكثر. وبلغ متوسط حجم الأسرة المعيشية 2.39، أما متوسط حجم العائلات فبلغ 2.98.
بلغ العمر الوسطي للسكان 38.7 عاماً. وكانت نسبة 26.1% من القاطنين تحت سن الثامنة عشر، وكانت نسبة 8.2% بين الثامنة عشر والرابعة والعشرين عاماً، ونسبة 22.7% كانت واقعةً في الفئة العمرية ما بين الخامسة والعشرين والرابعة والأربعين عاماً، ونسبة 19.6% كانت ما بين الخامسة والأربعين والرابعة والستين، ونسبة 18.7% كانت ضمن فئة الخامسة والستين عاماً فما فوق. يوجد لكل 100 أنثى 79.1 ذكر، ويوجد لكل 100 أنثى في الثامنة عشر من عمرها فما فوق 74.0 ذكر.
بلغ متوسط دخل الأسرة في المدينة 22,029 دولارًا، أما متوسط دخل العائلة فبلغ 30,741 دولارًا. وكان متوسط دخل الذكور 26,094 دولارًا مقابل 17,298 دولارًا للإناث. وسجل دخل الفرد الخاص بالمدينة 15,921 دولارًا. وكانت نسبة 16.1% من العائلات ونسبة 20.4% من السكان تحت خط الفقر، وكان من هؤلاء نسبة 24.3% تحت سن الثامنة عشر ونسبة 7.6% في الخامسة والستين من العمر وما فوق.

### تعداد عام 2010
بلغ عدد سكان تشيكوتا 3,335 نسمة بحسب تعداد عام 2010، وبلغ عدد الأسر 1,328 أسرة وعدد العائلات 909 عائلة مقيمة في المدينة. في حين سجلت الكثافة السكانية 142.8 نسمة لكل كيلومتر مربع (369.9/ميل2). وبلغ عدد الوحدات السكنية 1,528 وحدة بمتوسط كثافة قدره 65.4 لكل كيلومتر مربع (169.4/ميل2).
وتوزع التركيب العرقي للمدينة بنسبة 63.66% من البيض و5.91% من الأمريكيين الأفارقة و20.45% من الأمريكيين الأصليين و0.96% من الأمريكيين ذوي الأصول الآسيوية و0.03% من سكان جزر المحيط الهادئ و0.42% من الأعراق الأخرى و8.58% من عرقين مختلطين أو أكثر و2.07% من الهسبانيون أو اللاتينيون من أي عرق.
بلغ عدد الأسر 1,328 أسرة كانت نسبة 34.1% منها لديها أطفال تحت سن الثامنة عشر تعيش معهم، وبلغت نسبة الأزواج القاطنين مع بعضهم البعض 43.3% من أصل المجموع الكلي للأسر، ونسبة 18.6% من الأسر كان لديها معيلات من الإناث دون وجود شريك، بينما كانت نسبة 6.6% من الأسر لديها معيلون من الذكور دون وجود شريكة وكانت نسبة 31.6% من غير العائلات. تألفت نسبة 28.8% من أصل جميع الأسر من عدة أفراد يعيشون في نفس المنزل ونسبة 13.6% كانت تتألف من شخص يعيش بمفرده يبلغ من العمر 65 عاماً أو أكثر. وبلغ متوسط حجم الأسرة المعيشية 2.47، أما متوسط حجم العائلات فبلغ 2.99.
بلغ العمر الوسطي للسكان 39.7 عاماً. وكانت نسبة 25.9% من القاطنين تحت سن الثامنة عشر، وكانت نسبة 8.3% بين الثامنة عشر والرابعة والعشرين عاماً، ونسبة 21.5% كانت واقعةً في الفئة العمرية ما بين الخامسة والعشرين والرابعة والأربعين عاماً، ونسبة 25.1% كانت ما بين الخامسة والأربعين والرابعة والستين، ونسبة 19.2% كانت ضمن فئة الخامسة والستين عاماً فما فوق. وتوزع التركيب الجنسي للسكان بنسبة 46.4% ذكور و53.6% إناث.

## أعلام
- ميجر بيل سميث
- جيم جي. لوكاس

## وصلات خارجية
- The US50 - Cities and Towns in Oklahoma State